# مکیتازین
مکیتازین (انگلیسی: Mequitazine) نوعی ترکیب آنتی‌کولینرژیک و آنتاگونیست H1 بوده و در درمان آلرژی و رینیت استفاده میشود. 